# Low Valleyfield
Low Valleyfield è un piccolo villaggio del Fife, Scozia, nelle vicinanze di High Valleyfield, villaggio gemello situato su una cresta del Firth of Forth.
Low Valleyfield come High Valleyfield è stato un villaggio minerario collegato con la Valleyfield Colliery aperta nel 1908 e chiusa nel 1978.